# インドハナガエル
インドハナガエル (Nasikabatrachus sahyadrensis) は、カエルの一種。本種のみでインドハナガエル属・インドハナガエル科を構成する。インドの西ガーツ山脈固有種で、紫色の丸い体を持つ。成体が発見されたのは2003年のことだが、オタマジャクシはその100年前から知られていた。

## 分類
2003年、ケーララ州のイドゥッキ県から採集された個体を元に、熱帯植物園・研究所 (TBGRI) のS.D. Bijuとブリュッセル自由大学(VUB)のFranky Bossuytによって記載された。だが、この種の存在は現地の人々には既によく知られており、2003年まで見過ごされていた標本や記録も存在した。属名はサンスクリット語で"鼻"を意味するNasika とギリシャ語で"カエル"を意味するbatrachus から、種小名は西ガーツ山脈の別名sahyadri に由来する。
本種はセーシェルガエル科と近縁であるが、両者の分岐は1億3000-8000万年前（ジュラ紀）に遡ると考えられる。これは他のカエルがインド亜大陸に進出する5000万-1億年前のことで、本種がゴンドワナ大陸の分裂以前から現在の分布域に生息していたことを意味している。

## 形態
体は太く膨らんでおり、比較的丸みを帯びた体型をしている。頭骨・骨格はよく石灰化して頑丈で、地中性のカエルの特徴を示している。脚と腕は、通常のカエルの体型よりも左右に広がっている。他のカエルと比べ頭部は小さく、尖った吻端には白い瘤状の突起を持つ。成体は通常、暗い灰紫色である。雄の体長は雌の1/3程度。体長53-90mm。ホロタイプは吻端から総排泄孔まで7cmの大きさである。
オタマジャクシは1917年にNelson AnnandaleとC. R. Narayan Raoにより発見されており、渓流に生息し、岩に貼り付くために口は吸盤状となっている。この適応は、シソル科のGlyptothorax 属やタニノボリ科のTravancoria ・Homaloptera ・Bhavania 属などの魚類で見られるものと同等のものであり、これらの魚類と同所で見られることもある。吻は楔型で、体とともに幅広く平たい。鼻孔は眼の近くに位置し、尾は低く、全長の2/3を占める。背面は暗褐色。

## 分布
標高60-1100mから確認されている。かつては、西ガーツ山脈のパルガートより南に限られていると考えられていた。現在では西ガーツのかなり広範囲に分布していることが分かっており、北はカリカットに近いCamel's Hump Hillから、南はアガスティヤマライ山地の北端まで確認されている。
ゴムやカルダモンのプランテーションなど、ある程度人の手が入った地域にも見られる。

## 生態
ほとんどの期間を深さ1.3-3.7mの地下で過ごし、モンスーン期に2週間のみ、交尾のために地上に姿を現す。この性質から、成体の科学的記載は非常に遅れることになった。繁殖はプレモンスーン期、主に5月に行われる。雄は渓流の脇の巣穴で鳴き声を上げて雌を呼び、雌が近づくと抱接する。抱接は胸抱型で、雄は雌の脊柱を強く保持する。雌はそのまま流れの脇にある岩の隙間などに入り産卵する。卵塊1つには3000個以上の卵が含まれる。オタマジャクシの変態までにはおよそ100日かかる。
ほとんどの地中性カエルは地上で摂餌するが、本種は地下で、主にアリやシロアリを食べる。硬くなった吻端によりアリの巣の壁を突き崩し、特殊な口腔の溝を通して舌を突き出し、捕食する。

## 人との関わり
人間活動による森林の減少や、生息地でのダム計画によって危機に瀕しており、IUCNは保全状況を絶滅危惧としている。
現地では薬用として利用されているという報告もある。